# Cmentarz wojenny w Białej Podlaskiej przy ulicy Pokoju
Cmentarz wojenny w Białej Podlaskiej przy ulicy Pokoju – cmentarz z I wojny światowej znajdujący się w Białej Podlaskiej w województwie lubelskim.
Cmentarz ma kształt prostokąta o wymiarach około 143 na 78 m. Położony jest przy ulicy Pokoju. W pierwotnym założeniu na planie kwadratu. Dewastowany podczas kolejnych lat, obecnie część pierwszowojenna odrestaurowana i otoczona metalowym parkanem.
Użytkowany od 1915 r. do grudnia 1918 r., chowano na nim zmarłych w pobliskim szpitalu polowym. Prawdopodobnie pochowano na nim 687 żołnierzy wszystkich armii biorących udział w konflikcie. Na znajdującym się na cmentarzu kamiennym obelisku umieszczono napisy:
- „Der Tapferkeit u. Pflichttreue” (odwaga i wierność obowiązkowi)
- „Et. Kdeur 214” (Etappen Komendantur 214 – Dowództwo Etapów nr 214)

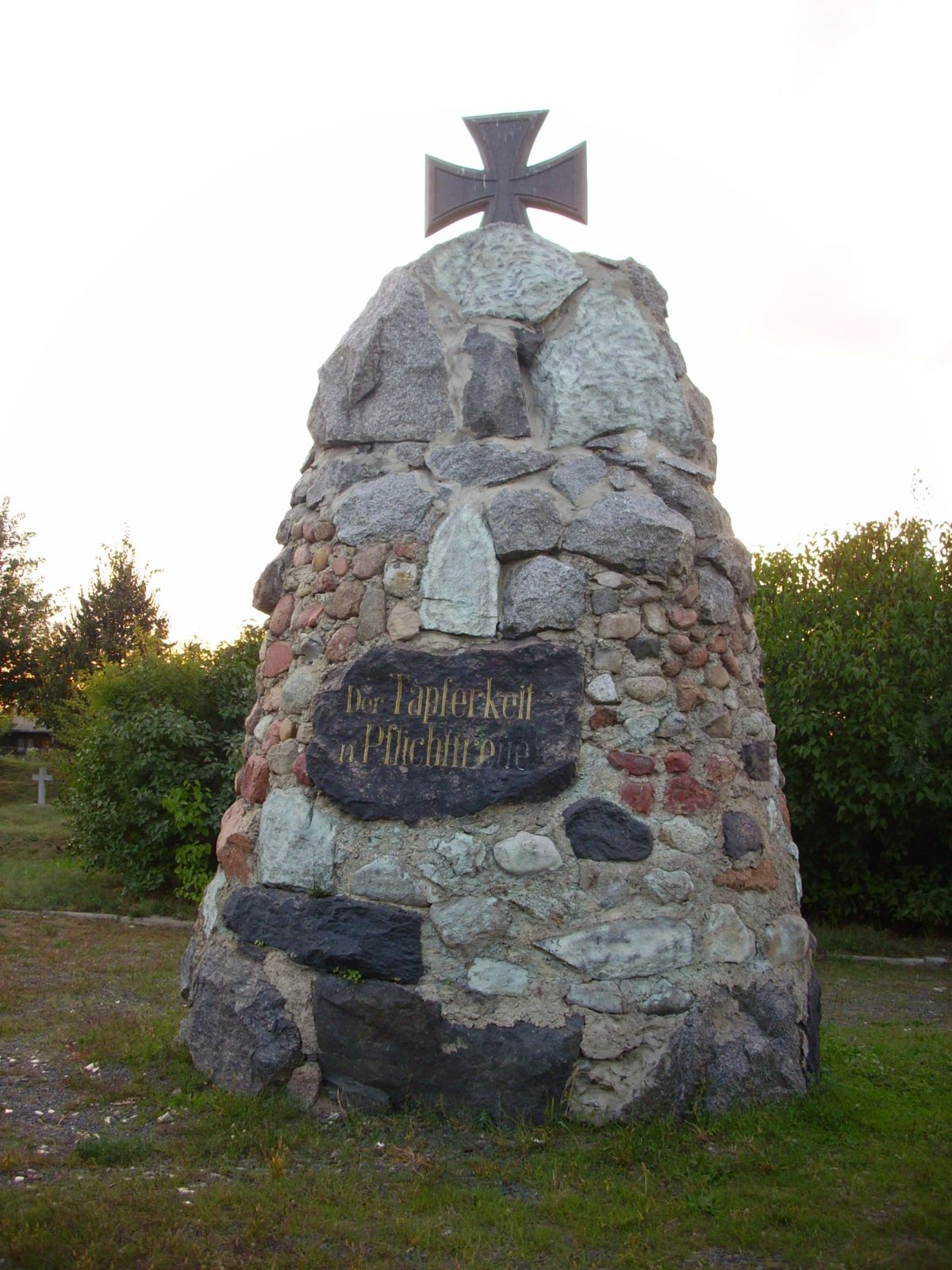
Obelisk

W czasie II wojny światowej powiększony od strony północnej i użytkowany ponownie jako cmentarz przyszpitalny, prawdopodobnie pochowano na nim członków różnych niemieckich służb mundurowych. Nie jest jasne, czy zostali oni ekshumowani, czy nadal spoczywają na cmentarzu.